# PSR B1919+21
PSR B1919+21 of LGM-1 is een pulsar met een periode van 1,337 seconden en een pulsbreedte van 0,04 seconden. De pulsar was de eerste die werd ontdekt (op 28 november 1967) door Jocelyn Bell Burnell en Antony Hewish. Omdat de zeer regelmatige radiopulsen aan een baken deden denken werd de pulsar in eerste instantie LGM-1 genoemd, waarbij LGM stond voor little green men, Kleine Groene Mannetjes.

## Ontdekking
De ontdekking van de pulsar in 1967, na het bestuderen van vastgelegde gegevens, stelde de onderzoekers in eerste instantie voor een raadsel, aangezien geen fenomeen bekend was dat een dergelijk regelmatig signaal kon opwekken. Behalve een buitenaardse beschaving dacht men in eerste instantie aan ruis in het systeem, maar deze mogelijkheid werd snel verworpen.
De ontdekkers zagen zich daarmee voor een probleem gesteld.
We geloofden niet echt in een buitenaardse beschaving, maar het idee was duidelijk bij ons opgekomen en we hadden geen bewijs dat het signaal volkomen natuurlijk was. Het is een interessant probleem: als men denkt dat men leven elders in het universum heeft gevonden, hoe kondig je dat resultaat op een verantwoordelijke manier aan? Wie vertel je het het eerst?
Kort na de aankondiging van de ontdekking werd het signaal door Thomas Gold en Fred Hoyle geïdentificeerd als een snel roterende neutronenster die de naam CP-1919 kreeg.

## Trivia
De band Joy Division gebruikte een grafische weergave van het signaal op de hoes van hun debuutalbum Unknown Pleasures.
De band Arctic Monkeys gebruikt het signaal in hun single Four Out Of Five.